# МС-21
МС-21 — российский среднемагистральный узкофюзеляжный пассажирский самолёт. Программа семейства МС-21 разрабатывается корпорацией «Яковлев» совместно с входящим в её состав ОКБ Яковлева. Предполагалось, что при запуске серийного производства самолёт получит наименование Як-242, но впоследствии от него отказались.
В 2009 году серийное производство самолёта предполагалось начать в 2016 году, однако неоднократно откладывалось и, на февраль 2024, планируется на 2025-2026 годы.
Первый полёт был совершён 28 мая 2017 года. Впервые самолёт был открыт для публичного посещения на МАКС-2019 в сентябре 2020 года. Лётная сертификационная программа для варианта с американскими двигателями была завершена в декабре 2021 года.

## Описание
МС-21 предназначен для перевозки пассажиров, багажа, грузов на внутренних и международных авиалиниях и призван конкурировать с иностранными аналогами на всех географических рынках. Самолёт имеет самый широкий фюзеляж в классе среднемагистральных самолётов (4,06 м), что позволяет предоставить пассажирам и экипажу комфорт, сравнимый с широкофюзеляжными самолётами последнего поколения.
Крыло сделано впервые для машин ближне- и среднемагистрального классов из полимерных композитных материалов; на момент выпуска в мире имеется всего три типа самолётов, крылья которых изготавливаются из подобных материалов — Boeing B787 Dreamliner, Airbus A350 XWB и Bombardier CSeries.
Планируется оснащение по выбору заказчика одним из двух типов двигателей:
- PW1431G (разработка американской компании — производителя авиационных двигателей Pratt & Whitney)[22];
- ПД-14 (разработан в ОАО «Авиадвигатель» на базе ПС-12).

Предполагается, что основную конкуренцию самолёту составит китайский Comac C919, но при этом МС-21 претендует на ту же коммерческую нишу, что и Boeing 737 MAX, а также Airbus A320neo.

## История
Полноразмерный макет кабины и салона МС-21 на авиасалоне МАКС-2011
Главный конструктор проекта — Константин Попович.
Программа семейства ближне-среднемагистральных самолётов МС-21 разрабатывается корпорацией «Иркут» совместно со входящим в её состав ОКБ Яковлева. Участником проекта также была компания «Авиационный комплекс имени С. В. Ильюшина», но в феврале 2008 года она покинула проект.
Проект разработан с использованием наработок ОКБ им. Яковлева по перспективному самолету, эскизный проект которого (утвержден 20 декабря 1992 г.) предусматривал глубокую модернизацию самолёта Як-42 и первоначально носил название «Як-42М с двумя двигателями ПС-90А12» (в дальнейшем получил обозначение Як-242). Рабочее проектирование Як-242 велось в 1993—1995 годах, после чего было приостановлено в связи с прекращением финансирования.
Разработкой нового крыла для МС-21 занималась компания «Аэрокомпозит», работами по фюзеляжу — непосредственно корпорация «Иркут», а также ОКБ Яковлева. Хвостовую часть проектировало КБ Бериева.
29 октября 2010 года в ЦАГИ были завершены предварительные испытания воздухозаборников для двигателей самолёта. В ходе исследований определены режимы безопасной эксплуатации с установленными двигателями. По завершении всех необходимых процедур разработчику были выданы рекомендации по их эксплуатации.

### Американские и российские двигатели, первые испытания
5 июня 2012 года «Иркут» и Pratt & Whitney подписали окончательное соглашение о том, что заказчикам нового самолёта будут предлагаться двигатели PW1431G. Первый полёт лайнера с этими двигателями был запланирован на 2015 год.
30 октября 2012 года корпорация «Иркут» представила МС-21 с российскими двигателями ПД-14 для государственных заказчиков — Министерств обороны и внутренних дел Российской Федерации, МЧС РФ, Федеральной службы безопасности РФ, Специального лётного отряда «Россия» Управления делами Президента РФ.
6 февраля 2014 года Иркутский авиазавод (филиал НПК «Иркут») начал сборку первых опытных образцов самолёта МС-21-300.

### Первый полёт, первый и второй экземпляры
8 июня 2016 года в цехе Иркутского авиационного завода состоялась торжественная церемония выкатки и презентация лётного образца нового самолёта.
Первый полёт МС-21 совершён 28 мая 2017 года. Полёт прошёл штатно и проходил на высоте 1000 метров при скорости 300 км/час, его продолжительность составила 30 минут. Лайнер пилотировали лётчики-испытатели Герои России Олег Кононенко и Роман Таскаев.
17 октября 2017 прошёл первый дальний полёт (4500 км) из Иркутска в Жуковский на территорию ЛИИ имени М. М. Громова, где будут проходить дальнейшие испытания.
12 мая 2018 года на аэродроме Иркутского авиазавода состоялся первый полёт второго опытного самолёта МС-21-300. При постройке новой машины учтены результаты лётных испытаний первого опытного образца. Продолжительность полёта составила 1 час 7 минут, он проходил на высоте до 3000 метров при скорости до 400 км/ч. Программа полёта включала проверку самолёта на устойчивость и управляемость при различной конфигурации крыла с уборкой и выпуском шасси, а также проверку работоспособности бортового оборудования. Самолёт пилотировал экипаж в составе лётчиков-испытателей Василия Севастьянова и Андрея Воропаева.
11 июля 2018 года второй участвующий в лётных испытаниях самолёт МС-21-300 совершил полёт в новой окраске.
Первый полёт МС-21, Иркутск, 28 мая 2017 года
Полёт продолжительностью 3 часа 7 минут выполнен на аэродроме Иркутского авиационного завода — филиала ПАО Корпорация «Иркут» (в составе ОАК). Полётное задание включало проверки самолётных систем и снятие аэродинамических поправок для системы измерения воздушно-скоростных параметров. Самолёт достиг высоты 9000 м, все системы отработали штатно.
Для окраски второго самолёта выбран белый цвет, позволяющий наглядно продемонстрировать высокое качество поверхности планёра и точность стыковки отсеков фюзеляжа.
20 июля 2018 года второй опытный самолёт МС-21-300, участвующий в программе лётных испытаний, совершил перелёт из Иркутска на аэродром ЛИИ имени М. М. Громова «Раменское» (г. Жуковский Московской области). Полёт продолжался шесть часов. Лайнер пилотировали командир воздушного судна лётчик-испытатель 1 класса ОКБ имени А. С. Яковлева Василий Севастьянов и второй пилот лётчик-испытатель 1 класса ОКБ имени А. С. Яковлева Андрей Воропаев.
Дальнейшие испытания двух опытных самолётов МС-21-300 будут проводиться на базе Лётно-испытательного и доводочного комплекса (ЛИиДК) ОАО «ОКБ им. Яковлева». Для обеспечения испытательных работ в ЛИиДК построен новый ангар, развёрнуты средства наземного обслуживания, создан высокопроизводительный комплекс сбора, обработки и анализа полётной информации. Новые технологии обработки результатов лётных испытаний обеспечивают высокую информативность полётов, в каждом из которых система бортовых измерений позволяет регистрировать более 30 тыс. параметров.

### Серийный выпуск отодвигается, третий экземпляр готов
По официальным планам ОАК, ввод в эксплуатацию первых самолётов семейства МС-21 и их сертификация были намечены на 2017—2019 годы; ранее в 2012 году зампредседателя Правительства России Д. Рогозин сообщил журналистам, что производство МС-21 начнётся с 2020 года. При этом ещё в 2009 г. замгендиректора ОКБ им. Яковлева Аркадий Гуртовой на авиасалоне МАКС-2009 заявил, что серийное производство должно начаться в 2016 году. 
В феврале 2019 года глава «Ростеха» Сергей Чемезов сообщил, что сроки запуска в серийное производство МС-21 сдвигаются на конец 2020 года.
16 марта 2019 на аэродроме Иркутского авиационного завода состоялся первый полёт третьего опытного самолёта МС-21-300; продолжительность полёта составила 1 час 30 минут, он проходил на высоте до 3500 метров при скорости до 500 км/ч.

### Демонстрация на выставках, четвёртый экземпляр
В сентябре 2019 года самолёт был представлен широкой публике на МАКС-2019. Зарубежной премьерой стал перелёт и демонстрация МС-21-300 на фестивале авиации, космоса и технологий TEKNOFEST в Стамбуле в сентябре 2019 года.
25 декабря 2019 года на аэродроме Иркутского авиационного завода состоялся первый полёт четвёртого опытного самолёта МС-21-300, предназначенного для лётных испытаний. Продолжительность полёта составила 1 час 40 минут, он проходил на высоте около 3000 метров со скоростью около 500 км/ч.

### Пятый экземпляр, сертификация с российскими двигателями
Пятый МС-21 (заводской № 0007) получит бортовой номер 73057 и станет первым самолётом МС-21-300, который строится по серийным технологиям, он будет оснащён двигателями ПД-14. В 2021 году самолёт поднимется в небо и пройдёт сертификационные испытания уже с российскими двигателями.
По данным Счётной палаты, на 1 ноября 2018 года в проект вложено 158 млрд руб (то есть проект подорожал в 2,3 раза), а общая стоимость программы МС-21 до 2025 года оценена в 437,4 млрд руб.
В начале мая 2020 года стало известно, что Минпромторг РФ заказал импортозамещение комплектующих МС-21 с выполнением НИОКР к концу 2022 года и завершением работ в целом до 2024 года; планируется замена 54 агрегатов и элементов систем МС-21, в том числе вспомогательной силовой установки, механизма перестановки стабилизатора, топливной системы, гидравлических рукавов, шин, спасательных аварийных трапов и плотов, кресел пилотов, элементов интерьера пассажирской кабины.
Разработка российского бортового радиоэлектронного оборудования должна быть завершена к концу 2023 года (до того используется оборудование компаний Thales, Honeywell и Rockwell Collins).
В ноябре 2020 года завершена постройка первого опытного самолёта МС-21-310 с новыми российскими двигателями ПД-14.
15 декабря состоялся первый полёт самолёта МС-21-310, оснащённого двигателями ПД-14, продолжительность полёта составила 1 час 25 минут.
18 января 2021 года МС-21  в ходе испытаний выкатился за пределы ВПП в подмосковном аэропорту «Жуковский»: «В ходе испытаний на прерванный полёт с применением экстренного торможения и имитацией отказа одного двигателя МС-21-300 выкатился за пределы ВПП. Экипаж не пострадал. Видимых повреждений не обнаружено. Отказа систем не зафиксировано. Причины инцидента выясняются».
7 апреля 2021 года в ОАК сообщили об успешном завершении сертификационных испытаний авиалайнера МС-21-300 в условиях естественного обледенения.
24 августа 2021 года первый лётный прототип самолёта МС-21-300 с бортовым номером 73051 прилетел в аэропорт Перми Большое Савино для проведения лётных испытаний, в ходе которых проводился сбор статистики по нагруженности планёра во время взлётов и посадок.
В сентябре 2021 года генеральный директор «Государственной транспортно-лизинговой компании» Евгений Дитрих заявил, что проект нуждается в господдержке, выраженной в компенсации недостающих лётных часов на первом этапе после ввода лайнера в коммерческую эксплуатацию. Уже ведутся переговоры с Минпромторгом и ОАК.
В ноябре 2021 года Россия представила среднемагистральный лайнер МС-21-310 на международном авиасалоне Dubai Airshow 2021; в ОАЭ он прибыл 10 ноября, выполнив беспосадочный перелёт из Московской области в Дубай протяжённостью около 3700 км. 14 ноября, в день открытия авиасалона, самолёт совершил показательный полёт..
30 ноября 2021 года корпорация «Иркут» (входит в ОАК «Ростеха») завершила постройку первого самолёта МС-21-300, крыло которого изготовлено из полимерных композитных материалов российского производства.
24 декабря глава Минпромторга РФ Денис Мантуров сообщил о завершении лётных испытаний базовой модели МС-21-300 и ожидании получения сертификата типа в ближайшее время; 28 декабря он сообщил о получении базового сертификата типа для самолёта с двигателями Pratt & Whitney и крылом из зарубежных композитов. 
Примерно тогда же гендиректор корпорации «Иркут» Андрей Богинский сообщал, что поставки эксплуатантам начнутся во второй половине 2022 года, а  авиакомпания «Россия» —  что надеется получить первый МС-21 в сентябре 2022 года, второй — в ноябре, ещё двух — в декабре.
В январе 2022 года глава «Ростеха» С. Чемезов заявил, что в этом году компания планирует выпустить первые серийные машины с российским крылом, но американскими двигателями, а сроки запуска в серию сдвигаются на 2024 год, поскольку «…начиная с 2022-го, в 2023 году мы будем проводить испытания этого самолета уже с нашим крылом и с нашим двигателем».

### Работы по импортозамещению после введения санкций
В марте 2022 года вице-премьер Юрий Борисов заявил, что планы по серийному производству самолёта МС-21 сдвинутся на один-два года в связи с санкциями, наложенными на Россию в связи с её вторжением на Украину. Самолёт серийно будет выпускаться только с российским двигателем ПД-14. Предстояло импортозаместить свыше 80 импортных систем и агрегатов в самолёте. 
Сертификацию планировалось завершить до конца 2023 года; первые шесть самолётов МС-21 с двигателями ПД-14 планируется поставить авиакомпаниям в 2024 году, как сообщил глава «Ростеха» Сергей Чемезов.
30 сентября 2022 года СМИ сообщили, что на Иркутском авиастроительном заводе завершилась ремоторизация первого лётного экземпляра самолёта МС-21 (б/н 73051).     
Кроме монтажа отечественной маршевой силовой установки, на машине проводилась доработка систем по результатам прошедших лётных испытаний самолётов типов МС-21-300 и МС-21-310. Также часть импортных компонентов оборудования авиалайнера была заменена на российские аналоги; в частности, была полностью заменена импортная бортовая кабельная сеть.
В августе 2022 гендиректор российского «Аэрофлота» огласил планы о заключении твёрдого контракта на 210 МС-21 (в новом облике, с российскими двигателями, импортозамещенные самолёты).
29 декабря 2022 года Минпромторг сообщил, что самолёт МС-21 с российскими двигателями и крылом получил одобрение Росавиации.
В июле 2023 г. министр финансов России Антон Силуанов сообщал, что на проект по выпуску самолета МС-21 из Фонда национального благосостояния выделят более 280 млрд руб.
Согласно паспорту инвестпроекта льготного лизинга российских самолетов в адрес группы «Аэрофлот» (утвержден в январе 2023 года), первые шесть МС-21 национальный перевозчик должен был получить в декабре 2024 года - январе 2025 года. 
В сентябре 2023 г. группа «Аэрофлот» и лизинговая компания «Авиакапитал-сервис» (входит в «Ростех») заключили твердый контракт на поставку 52 самолетов МС-21 и SJ-100. 
Авиакомпания «Уральские авиалинии» подала заявку на приобретение 38 самолетов МС-21, их поставка ожидается в 2029-2030 гг.
В августе 2023 года Д. Мантуров заявил о начале поставок МС-21 до конца 2024 года.
Однако проблемой стал более тяжелый планер: исходя из данных производителя, масса пустого импортозамещенного самолета по отношению к предыдущей версии (МС-21-300 с планером с использованием иностранных компонентов и западными двигателями) увеличилась на 5,75 т , что привело к тому, что характеристики самолёта по разным причинам не соответствуют изначально заявленным, из-за чего они не успевают пройти сертификацию, испытания самолета еще не завершены и, по словам Чемезова, — поставки сдвинутся на 2025 год, и ,«может быть, даже на 2026 год».
Из-за превышения планируемой массы дальность полёта с максимальной нагрузкой сократилась до 2-2,8 тыс. км, а предельная высота полёта - до 7 км (в то время как крейсерская высота полёта современных авиалайнеров - 10-11 км). Выходом из ситуации может стать уменьшение дальности до 3 тыс. км и максимальной пассажировместимости до 150-170 человек.
По уточнённым данным максимальная взлетная масса импортозамещённого самолёта МС-21-310РУС увеличилась на 5,75 т и составила 85 т, а максимальная дальность полёта в двухклассной компоновке – 5100 км против 6400 км у МС-21-300 с двигателями PW1400G.
29 апреля 2025 Ростех сообщил о первом испытательном полете МС-21 с новыми российскими системами. Тестировались отечественная авионика, системы электроснабжения, кондиционирования и другие. Этот полет дал старт заводским доводочным испытаниям.

## Конструкция
Двухдвигательный низкоплан с однокилевым хвостовым оперением. Двигатели самолёта расположены на пилонах под консолями крыла.
"У МС-21 лучший показатель весовой доли углекомпозитов в конструктиве среди российских самолётов — составляет 35 %", согласно сообщениям российских СМИ. Среди методов совершенствования технологий отмечается метод вакуумной инфузии, используемый для изготовления крупных силовых интегральных элементов первого уровня: лонжеронов и обшивки крыла со стрингерами, секций панелей центроплана, силовых элементов и обшивки киля и хвостового оперения. Российский завод «Аэрокомпозит» в Ульяновске первым в гражданской авиации применяет безавтоклавный метод вакуумной инфузии (VARTM) для изготовления из полимерных композитных материалов крупных интегральных силовых конструктивных элементов. Метод вакуумной инфузии существует уже многие годы, но такое крупное и сложное изделие, как крыло самолёта, по этой технологии впервые изготовили в Ульяновске.
На самолёт устанавливались двигатели Pratt & Whitney PW1431G, которые были выбраны корпорацией «Иркут» для установки на самолёт в декабре 2009 года. Предполагается, что в будущем на самолёт может устанавливаться двигатель ПД-14, закончивший сертификационные испытания в 2018 году.
Кабина пилотов МС-21 проектировалась с учётом самых современных требований к эргономике, что должно упростить пилотирование и снизить нагрузку на экипаж.
В ОАК отмечали, что преимущество самолёта МС-21 — самый широкий в своём классе фюзеляж, который позволит делать разную компоновку по уровню комфорта и по вместимости.
Конструкторам удалось значительно повысить комфортабельность пассажирского салона за счёт увеличения как свободного пространства между креслами, так и ширины самих кресел. Это позволило повысить удобство полёта на дальние расстояния и значительно сократить время посадки и высадки пассажиров в аэропорту — до 30 %. Интерьер салона создан фирмой Zodiac Aerospace; его техническим оснащением занимаются НПО «Наука» и Hamilton Sundstrand.

## Производство
Серийное производство МС-21 будет вестись на Иркутском авиационном заводе (ИАЗ) — филиале ПАО «Корпорация „Яковлев“». В рамках подготовки к выпуску самолётов семейства МС-21 интенсивно ведётся реконструкция завода, включающая монтаж самой современной в России автоматизированной линии агрегатной и окончательной сборки.
Предполагалось, что первый серийный экземпляр самолёта МС-21 будет выпущен в 2017 году, однако это событие перенесено на 2020 год.
По информации советника генерального директора ОАК Валерия Окулова, в 2021 году на ИАЗ планировалось построить шесть МС-21-300, в 2022 году — 12, в 2023 году — 25 самолётов. С 2025 года планировалось выйти на производство 72 машин в год. 
В январе 2022 года планы изменились: глава госкорпорации «Ростех» Сергей Чемезов заявил, что первый серийный МС-21 будет выпущен в 2022 году с американским двигателем, но российским крылом, в 2023 году госкорпорация выпустит шесть самолётов МС-21, в 2024 году — 12, к 2025 году — 32 машины, в 2027 году — 76 машин.

Сертификация самолёта МС-21 должна быть завершена к концу 2021 года, затем самолёт пройдёт валидацию и в 2022 году получит сертификат европейского авиарегулятора EASA. В 2023 году начнутся серийные поставки лайнера первым заказчикам — «Аэрофлоту», «ИрАэро», Red Wings.

### Поставщики компонентов
Первоначально предполагалось, что доля отечественных комплектующих для МС-21 составит 38 %, однако правительство поставило задачу довести этот показатель до 97 % к 2022 году, чтобы практически не зависеть от поставок импортных комплектующих.
В 2014 году министр промышленности и торговли РФ Денис Мантуров заявлял, что предполагаемая доля российских комплектующих в МС-21 — примерно 50 %. К моменту серийного производства самолёта локализация (включая отечественные двигатели ПД-14) достигнет 80 %.

#### Крыло и фюзеляж
Некоторые элементы планера и верхняя и нижняя панели крыла выполнены из полимерных композитных материалов. Силовая конструкция крыла (нервюры, лонжероны и пр.) реализована по традиционным технологиям из фрезерованных дюралюминиевых деталей. Разработчиком и поставщиком углепластиковых (композитных) деталей крыльев является концерн «Аэрокомпозит» и ОНПП «Технология».
В конструкции самолёта запланировано применение отечественных композитных материалов, в том числе углеродных волокон UMT 49S, UMT 42S и UMT 290 на основе отечественного ПАН-прекурсора производства компании UMATEX (входит в «Росатом»). Кроме того, планируется применить биндерную ленту марки ACM BE-C180UD производства компании «Препрег-СКМ», портфельной компании Роснано, ленту Роболен 200 производства компании УНИХИМТЕК. Отечественные материалы будут применяться в конструкции консолей крыла, рулей высоты и направления, агрегатов механизации самолёта.
В сентябре 2018 года АО «АэроКомпозит» попало под американские санкции, в связи с чем не смогло закупать импортные материалы для композитных элементов самолёта: углеволоконную ленту и связующие составы. В связи с этим начался процесс перехода на российские материалы, производимые композитным дивизионом корпорации Росатом. В июле 2021 года крыло из российских углеродных волокон (но сделанное с применением иностранных композитов) было состыковано с фюзеляжем самолёта.
Фюзеляж разработан и производится корпорацией «Иркут» и ОКБ им. Яковлева.

#### Шасси
Поставщиком шасси стала компания «Гидромаш» из Нижнего Новгорода.

#### Двигатели
В январе 2018 года в ОДК сообщили, что предприятие «ОДК-Пермские моторы» подписало с корпорацией «Иркут» договор на поставку пяти ТРДД ПД-14 для лётных испытаний в составе самолёта МС-21. Начало лётных испытаний МС-21 с двигателями ПД-14 запланировано на 2019 год, первые два двигателя корпорация «Иркут» получила 21 апреля 2019 года. Завершение испытаний и получение сертификата типа воздушного судна МС-21 с двигателями ПД-14 планировалось в 2021 году. Модификация самолёта с двигателями ПД-14 будет называться МС-21-310.
В августе 2017 года корпорация «Иркут» обнародовала план поставок двигателей для самолёта МС-21. В соответствии с планом, ПД-14 должен был быть установлен на половину из первых 630 серийных МС-21. Ключевой заказчик «Аэрофлот» должен был получить все МС-21 с двигателями Pratt&Whitney, а Red Wings — 4 самолёта с ПД-14 и 12 с PW1400G-Jm.
В дальнейшем все серийные модели будут штатно комплектоваться двигателями ПД-14 с возможностью установки PW1400G-Jm по желанию заказчика.
Вспомогательная силовая установка
Возможно применение как импортной ВСУ, так и российской, разработанной и производимой НПП «Аэросила».

#### Электрика и электроника
Кабина пилотов, а также часть авионики самолёта разработаны и поставляются концерном «Радиоэлектронные технологии» и компанией Rockwell Collins, при участии российской компании «Авионика».
Компании Honeywell, Thales и Elbit Systems поставляют многофункциональные экраны 9×12" для авионики, электронные планшеты лётчика, системы улучшенного/синтезированного видения (EVS/SVS). Компания UTC Aerospace Systems поставляет системы side-stick (боковых ручек управления по типу джойстиков), индикаторы на лобовое стекло и системы «стеклянной кабины».
Компании Goodrich Corporation при участии российской компании «Авиаприбор» (Саратовский электроприборостроительный завод) поставляют систему управления полётом.
В августе 2009 года компания Hamilton Sundstrand анонсировала поставки электрогенераторов и вспомогательного электрооборудования.

#### Другие разработчики и поставщики
Некоторые компоненты для самолёта поставляют компании Meggitt, CTT System.
- Гидравлику разрабатывает ПАО «Корпорация „Иркут“»[95].
- Ряд силовых электроприводов — холдинг «Технодинамика»[110].
- Системы пожаротушения — Hamilton Sundstrand[англ.][109], холдинг «Технодинамика»[111].
- Узлы мотогондолы, агрегаты из полимерно-композиционных материалов на основе углепластика, пилоны поставляет ВАСО[112].
- Гидроприводы переменного тока и плунжерные насосы — авиационная корпорация «Рубин»[113].

Техническое оснащение пассажирского салона разрабатывают НПО «Наука» и Hamilton Sundstrand; комплексная система кондиционирования воздуха разработана российской компанией ПКО Теплообменник.
Тренажёры
Для подготовки персонала научно-производственной фирмой «Системы комплексных тренажёров» разработан и изготовлен ряд тренажёров, в том числе ряд пилотажных тренажёров разной степени реализма, тренажёр аварийно-спасательных процедур, тренажёр пожаротушения, тренажёр сервиса, инженерный тренажёр для подготовки техников.

## Модификации
В рамках программы создания семейства пассажирских самолётов нового поколения в настоящее время разрабатываются лайнеры МС-21-300 (160—211 мест) и МС-21-200 (130—176 мест).
В сентябре 2011 года президент корпорации «Иркут» Алексей Фёдоров в ходе Байкальского экономического форума заявил, что корпорация в первую очередь будет поставлять заказчикам самолёт семейства МС-21 в варианте со 180 посадочными местами (МС-21-300) вместо планировавшегося ранее варианта со 150 креслами (МС-21-200), поскольку 70—80 % заявок приходит на вариант со вместимостью 180 пассажиров.
В перспективе семейство самолётов МС-21 предполагается расширить. В частности увеличенным как по длине (до 256 мест в одноклассной конфигурации), так и по площади крыла МС-21-400 со взлётной массой 105 тонн и двигателем ПД-14М. В более отдалённой перспективе — МС-21-500, МС-21-600 и МС-21-700, параметры которых ещё не определены.
Также рассматриваются дальнемагистральные варианты МС-21-300LR и МС-21-400LR с коммерческой дальностью до 12 тыс. км, увеличенным запасом топлива и двигателями ПД-18Р. Предполагается, что в перспективе взлётная масса самолётов семейства может превысить 155 тонн, а тяга двигателей достигнет 20—25 и даже 30 тонн.
Варианты с двигателями ПД-14 будут иметь обозначения МС-21-310 и МС-21-210.
| Название модели           | Краткие характеристики, отличия |
| ------------------------- | --- |
| Реализованные модификации | |
| МС-21-300                 | Базовая модификация с вместимостью 160—211 мест. Оснащается двигателями американского производства Pratt & Whitney PW1400G. Первый полёт совершила 28 мая 2017 года, построено 6 самолётов. Дальность при нормальной коммерческой нагрузке = 3500…5200 км. Источник: http://old.aviationunion.ru/Files/Nom_7_IRkuT.pdf |
| МС-21-310                 | Полностью аналогичен МС-21-300, но оснащается российскими двигателями ПД-14. Первый полёт совершил 15 декабря 2020 года, построен 1 самолёт. |
| Проекты                   | |
| МС-21-200                 | Уменьшенная модификация вместимостью 130—176 мест. Оснащается двигателями американского производства Pratt & Whitney PW1400G. |
| МС-21-210                 | Аналогичен МС-21-200, но оснащается российскими двигателями ПД-14. |
| МС-21-300LR               | Модификация МС-21-300 с увеличенной дальностью полёта до 12 тыс. км и двигателями ПД-18Р. |
| МС-21-400                 | Увеличенная версия со вместимостью до 256 мест в одноклассовой компоновке. Самолёт предполагается оснащать двигателями ПД-14М. |
| МС-21-400LR               | Модификация МС-21-400 с увеличенной дальностью полёта до 12 тыс. км и двигателями ПД-18Р. |
| МС-21-500                 | Модификации МС-21, предназначенные для отдалённой перспективы, параметры которых ещё не определены. |
| МС-21-600                 | Модификации МС-21, предназначенные для отдалённой перспективы, параметры которых ещё не определены. |
| МС-21-700                 | Модификации МС-21, предназначенные для отдалённой перспективы, параметры которых ещё не определены. |

## Заказчики
На начало июня 2016 года корпорация «Иркут» сообщает, что заключены твёрдые предоплаченные контракты на поставку 175 лайнеров МС-21 российским лизинговым компаниям и авиаперевозчикам. По большинству из твёрдых заказов получен аванс. Разработчики МС-21 планируют реализовать до 1000 самолётов за последующие 20 лет.
Интерес к покупке самолёта проявили индонезийские и иранские компании.
На авиасалоне МАКС-2017 были подписаны предварительные контракты на поставки МС-21 через лизинговую компанию «Ильюшин финанс Ко.» с авиакомпаниями «Саратовские авиалинии» (6 самолётов) и «ВИМ-Авиа» (15 самолётов), но так как эти авиакомпании были закрыты, предварительные соглашения были расторгнуты.
На 30 мая 2018 года портфель заказов на МС-21 составлял 279 самолётов, из которых на 185 машин были заключены твёрдые (проавансированные) контракты.
В марте 2019 года Правительство РФ предложило российскому лоукостеру «Победа» вместо части заказанных самолётов Boeing 737 Max приобрести МС-21. Однако руководство компании отказалось менять Boeing 737 на МС-21, пояснив, что «рост издержек непременно отразится на стоимости билетов, что для лоукостера недопустимо». В апреле этого же года на заседании коллегии Минпромторга России вице-премьер правительства Юрий Борисов заявил, что компания «Аэрофлот» ведёт переговоры о приобретении дополнительно к 50 самолётам МС-21 ещё 35 лайнеров.
В июле 2019 года глава Минэнерго РФ Александр Новак сообщил, что во время прошедшего в Анталье заседания межправительственной российско-турецкой комиссии президент Турции Реджеп Тайип Эрдоган заявил о возможном пересмотре контракта на поставку самолётов корпорации Boeing для авиакомпании Turkish Airlines на сумму $10 млрд в пользу самолётов российского производства МС-21 и SSJ 100.
В июле 2023 года гендиректор «Уральских авиалиний» Сергей Скуратов сообщил, что авиакомпания сделала заявку на приобретение в лизинг 38 МС-21 и рассчитывает их получить в 2029—2030 гг.

## Лётно-технические характеристики
| Характеристики                                                | МС-21-200      | МС-21-310      | МС-21-400      |
| ------------------------------------------------------------- | -------------- | -------------- | -------------- |
| Длина самолёта (м)                                            | 33,8           | 42,3           | 46,7           |
| Размах крыла (м)                                              | 35,9           | 35,9           | 36,8           |
| Высота самолёта (м)                                           | 11,5           | 11,5           | 12,7           |
| Ширина салона (м)                                             | 3,81           | 3,81           | 3,81           |
| Ширина фюзеляжа (м)                                           | 4,06           | 4,06           | 4,06           |
| Максимальная взлётная масса (кг)                              | 72 560         | 85 000         | 87 230         |
| Максимальная посадочная масса (кг)                            | 63 100         | 73 500         | ?              |
| Максимальная коммерческая нагрузка (кг)                       | 18 900         | 21 300         | ?              |
| Максимальная заправка топливом (кг)                           | 20 400         | 20 400         | ?              |
| Максимальная дальность полёта в двухклассной компоновке, км   | 6400           | 5100           | 6000           |
| Максимальная дальность полёта в 1-классная компоновка, км     |                |                |                |
| Число пассажирских мест, типовая 2-классная компоновка кресел | 132 (C12+Y120) | 163 (C16+Y147) | 196 (C20+Y176) |
| Типовая 1-классная компоновка кресел                          | 153 (32″)      | 181 (32″)      | 210 (32″)      |
| Предельно плотная компоновка кресел                           | 165 (29″)      | 211 (29—28″)   | 230 (29—28″)   |

## Аналогичные самолёты
- Airbus A320neo
- Airbus A220
- Boeing 737 MAX
- Comac C919
- Ту-204СМ
- Ту-154М

### Сравнение с основными аналогами
МС-21 претендует на ту же коммерческую нишу, что и новейшие самолёты Boeing 737 MAX и Airbus A320neo.
По утверждениям корпорации «Иркут», МС-21 имеет следующие преимущества перед конкурентами: передовая аэродинамика, возможность использовать современные двигатели, конкурентоспособная цена, увеличенный диаметр фюзеляжа (позволяющий расширить пассажирский салон и багажные отсеки). Как следствие, самая плотная компоновка МС-21 предусматривает большее количество кресел, чем у Boeing 737 MAX и A320neo. Это позволяет МС-21 снизить потребление топлива почти на четверть по сравнению с другими современными самолётами аналогичного класса, уменьшить время пребывания в аэропорту на 20 % и повысить комфорт пассажиров. Выброс вредных веществ в атмосферу у МС-21 снижен более чем на 20 % относительно существующих аналогов. Также разработчик заявляет, что эксплуатационные затраты на МС-21 снижены на 12—15 % по сравнению с самолётами текущего поколения и на 6—7 % по сравнению с A320neo и Boeing 737 MAX.
Эксперты считают, что выход на внешний рынок для производителей МС-21 является крайне сложной задачей. Это обусловлено тем, что внешний рынок законтрактован Boeing и Airbus на 75 % до 2025 года, существует необходимость подготовки сервисной сети за рубежом, а также могут быть проблемы с сертификацией самолёта за границей. Вместе с тем, рынок гражданской авиации растёт, и получение части рынка считается выполнимой задачей.
|                                               | МС-21-200       | МС-21-300                                                | Airbus A319neo  | Airbus A320neo                         | Airbus A320     | Boeing 737-800                                          | Boeing 737 MAX 8                        | Boeing 737-900ER        | Boeing 737 MAX 9                        | Comac C919 | Comac C919 High Density |
| --------------------------------------------- | --------------- | -------------------------------------------------------- | --------------- | -------------------------------------- | --------------- | ------------------------------------------------------- | --------------------------------------- | ----------------------- | --------------------------------------- | ---------- | ----------------------- |
| Пассажировместимость, чел.                    | 132—165         | 163—211                                                  | 124—160         | 165—189                                | 150—195         | 160—189                                                 | 162—200                                 | 174—220                 | 180—220                                 | 156—168    | 174                     |
| Дальность полёта с максимальной нагрузкой, км | 6400            | 6000                                                     | 6950            | 6500                                   | 6112            | 5436—5665                                               | 6704                                    | 4996—6045               | 6658                                    | 4075       | 4075                    |
| Длина, м                                      | 33,8            | 42,3                                                     | 33,84           | 37,57                                  | 37,57           | 39,47                                                   | 39,47                                   | 42,11                   | 42,16                                   | 38,9       | 38,9                    |
| Максимальная взлётная масса, т                | 72,56           | 79,25                                                    | 75,5            | 79,0                                   | 78              | 79,01                                                   | 82,2                                    | 85,14                   | 88,3                                    | 72,5       | 72,5                    |
| Максимальная посадочная масса, т              | 63,1            | 69,1                                                     | 63,9            | 67,4                                   |                 | 66,36                                                   | 69,31                                   | 66,36                   |                                         |            |                         |
| Масса пустого снаряжённого самолёта (OEW), т  |                 | 43,4 (http://old.aviationunion.ru/Files/Nom_7_IRkuT.pdf) | 42,6            | 44,3                                   | 42,6            | 41,41                                                   | 45,07                                   | 44,68                   |                                         | 42,1       | 42,1                    |
| Максимальная коммерческая нагрузка, т         | 18,9            | 22,6                                                     | 17,7            | 20                                     | 19,9            |                                                         | 20,9                                    |                         |                                         | 20,4       | 20,4                    |
| Максимальная заправка топливом, кг            | 20 400          | 20 400                                                   |                 |                                        |                 |                                                         | 20 730                                  |                         | 20 730                                  | 19 560     | 19 560                  |
| Максимальная заправка топливом, л             |                 |                                                          | 26 730          | 26 730                                 | 24 210 — 27 200 | 26 022                                                  | 25 816                                  | 29 660                  | 25 816                                  |            |                         |
| Крейсерская скорость, км/ч                    | 870             | 870                                                      | 828             | 828                                    | 829             | 842                                                     | 842                                     | 823—844                 | 842                                     | 834        | 834                     |
| Диаметр фюзеляжа, м                           | 4,06            | 4,06                                                     | 3,95            | 3,95                                   | 3,95            | 3,75                                                    | 3,75                                    | 3,75                    | 3,75                                    | 3,96       | 3,96                    |
| Стоимость, млн долл. США                      | от 90 (2017)    | 96,1 (2018) 96,4 (2020)                                  | 101,5 (2018)    | 106,2 (2015) 110,6 (2018) 112,0 (2020) | 101,0 (2018)    | 106,1 (2020)                                            | 110,0 (2015) 121,6 (2020)               | 112,6 (2020)            | 116,6 (2015) 128,9 (2020)               | 68,4       | 68,4                    |
| Источники                                     | [ 143 ] [ 151 ] | [ 143 ] [ 151 ]                                          | [ 152 ] [ 153 ] | [ 152 ] [ 154 ]                        | [ 152 ] [ 155 ] | [ 156 ] [ 157 ] [ 158 ] [ 159 ] [ 160 ] [ 161 ] [ 162 ] | [ 156 ] [ 157 ] [ 158 ] [ 159 ] [ 160 ] | [ 156 ] [ 161 ] [ 162 ] | [ 156 ] [ 157 ] [ 158 ] [ 159 ] [ 160 ] | Comac C919 | Comac C919              |

## Критика проекта
Die Welt в статье 2017 года обращает внимание на неоднократные переносы первого полёта и мизерные заказы МС-21, резюмируя что у проекта МС-21 «нет шансов против Airbus и Boeing».
В 2017 году ведущий сотрудник института экономики транспорта и транспортной политики НИУ ВШЭ Андрей Крамаренко подверг критике проект МС-21, высказав мнение, что МС-21 «никогда не окупится».
По состоянию на 2018 год отмечается, что МС-21 имеет проблемы с выходом на внешние рынки и продолжает дорожать, а установка двигателя ПД-14 может привести к росту стоимости эксплуатации для покупателей. В 2019 году авиационный эксперт Вадим Лукашевич отмечал что МС-21 будет готов через 5—6 лет, при этом он устареет, а «рынок уже будет занят».